# 蝶豆
蝶豆（学名：Clitoria ternatea），是豆科蝶豆属的植物。由於蝶豆的花外觀類似人類女性外生殖器，因此它的拉丁語屬名被命名為（蝶豆属），詞源為「陰蒂」（Clitoris）。
根及種子有毒，可造成噁心、嘔吐、腹瀉。

## 分佈
蝶豆原產於亞洲熱帶地區（印度尼西亞和馬來西亞，亦含中國），但已經被引進到非洲、美洲和澳大利亞。俗稱蝶豆花又稱蝶豆、藍蝴蝶、藍花豆、蝴蝶花豆、洋豆、豆碧等多種名稱，是很典型的熱帶植物，在台灣，生長在恆春半島和蘭嶼或者離島上，需要陽光充足的生長環境，於1920年引進台灣作為綠肥植物，草屯亦有種植。

### 别名
- 蓝蝴蝶（广州）
- 蓝花豆（岭南大学校园名录）
- 蝴蝶花豆

## 特徵
這種植物最引人注目的特徵是它的花呈深藍色；長約4公分，寬約3公分。也有白花變種。
它的果實長約5到7公分，呈長、扁平的豆莢狀，每個豆莢有六到十顆種子。它們在尚未成熟時可以食用。蝶豆花鮮豔的藍色來自於比其他植物多10倍的花青素。

## 用途

### 食用
在東南亞，蝶豆花被當成是一種天然食用色素。在泰國，一種加入糖漿的藍色飲料被稱為蝶豆水（น้ำดอกอัญชัน nam dok anchan），它有時會加入一滴柠檬汁以增加酸度，並將飲料變成介乎粉紅色與紫色之間的顏色。在緬甸菜和泰國菜中，蝶豆花也可以裹麵糊油炸食用。蝶豆花茶由蝶豆花和香茅製成，根據所加入液體的酸鹼度，它可以改變液體的顏色，如檸檬汁（酸性）加入蝶豆花茶後會變成紫紅色，不過沒什麼味道。娘惹粽的糯米也是用蝶豆花泡的水染的，所以才会呈蓝色。2018年10月，美國FDA曾經評估過作為天然食品不須許可的含水提取顏料用於部分食品，但是2019年5月時的規範仍未列入。

### 民俗醫療
在阿育吠陀民俗醫學中，蝶豆可以拿來增強記憶力、治療焦慮、憂鬱和作為鎮靜劑。衛生福利部彰化醫院中醫師張煒東表示：「中醫沒有用這味藥物，所以它並沒有很明顯的或特殊療效或功效，蝶豆花只是一般食品，它只是花類植物，花類植物都有舒緩情緒的效果，可是它並沒有明顯的減肥效果。」中醫學認為——同時也符合東方的藥效形象說——它可以影響女性性慾，因為它的外觀與女性生殖器相似，但此說法尚未經過嚴謹的科學研究證實，只是謠言一說。

## 化學成分
從蝶豆花提取的化學化合物包括各種三萜類化合物、黃酮醇苷、花青素和類固醇。目前已經從蝶豆花提取物的熱穩定部分中分離出稱為蝶豆肽的環肽，但蝶豆肽具有刺激子宮收縮的作用，因此孕婦不宜食用蝶豆花。

## 圖片集

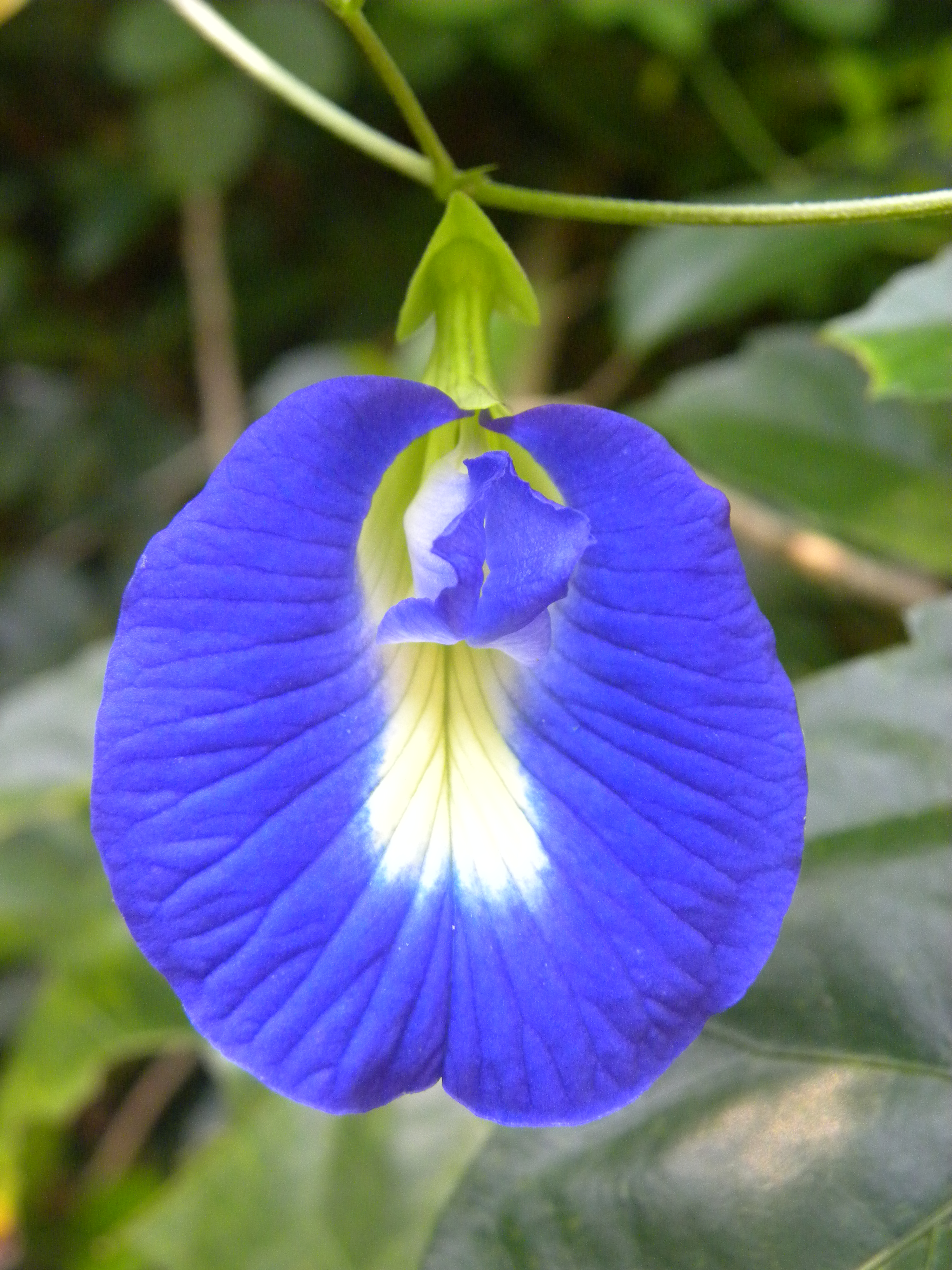
花
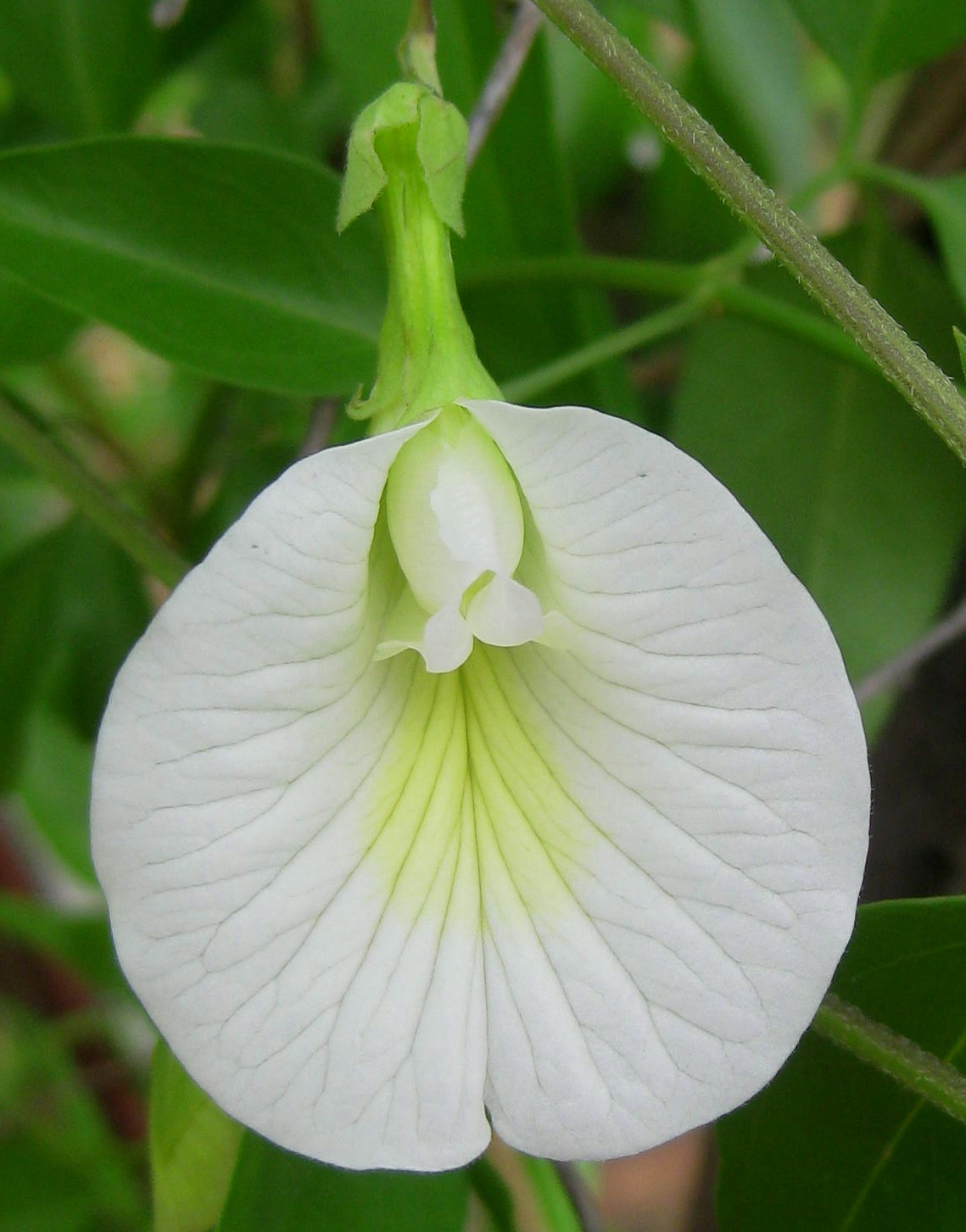
白色的花
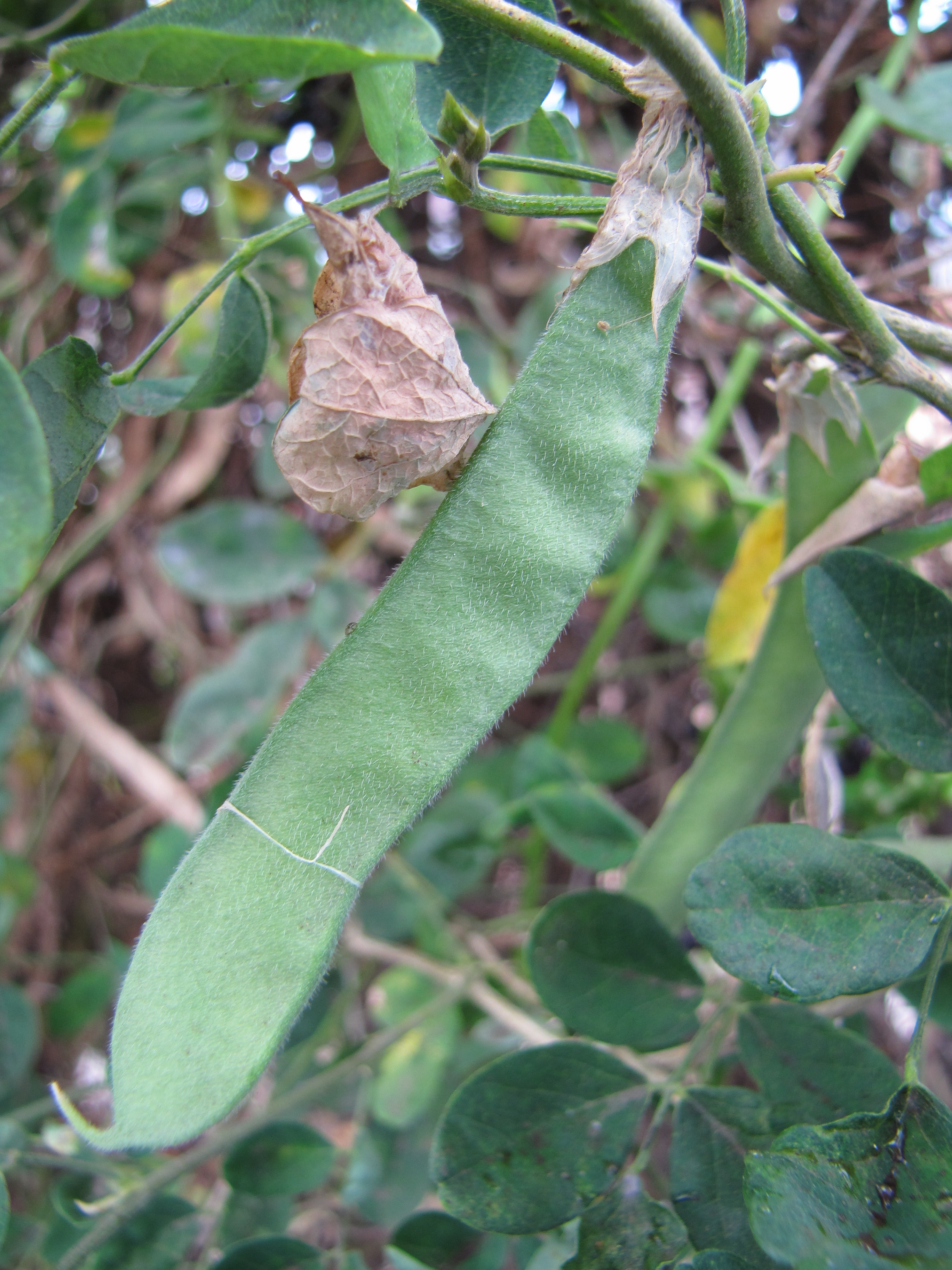
綠色尚未成熟的豆莢
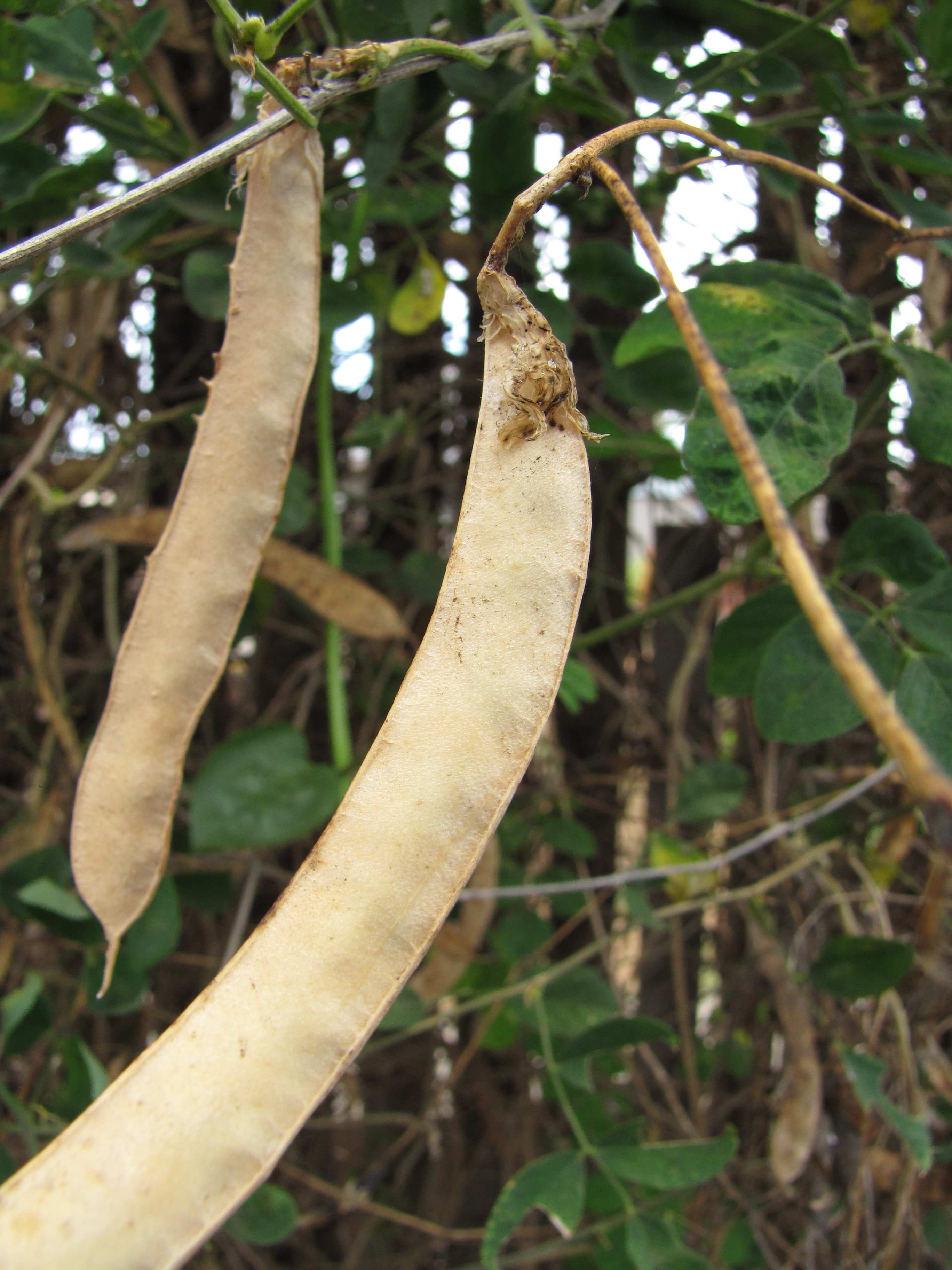
成熟的豆莢
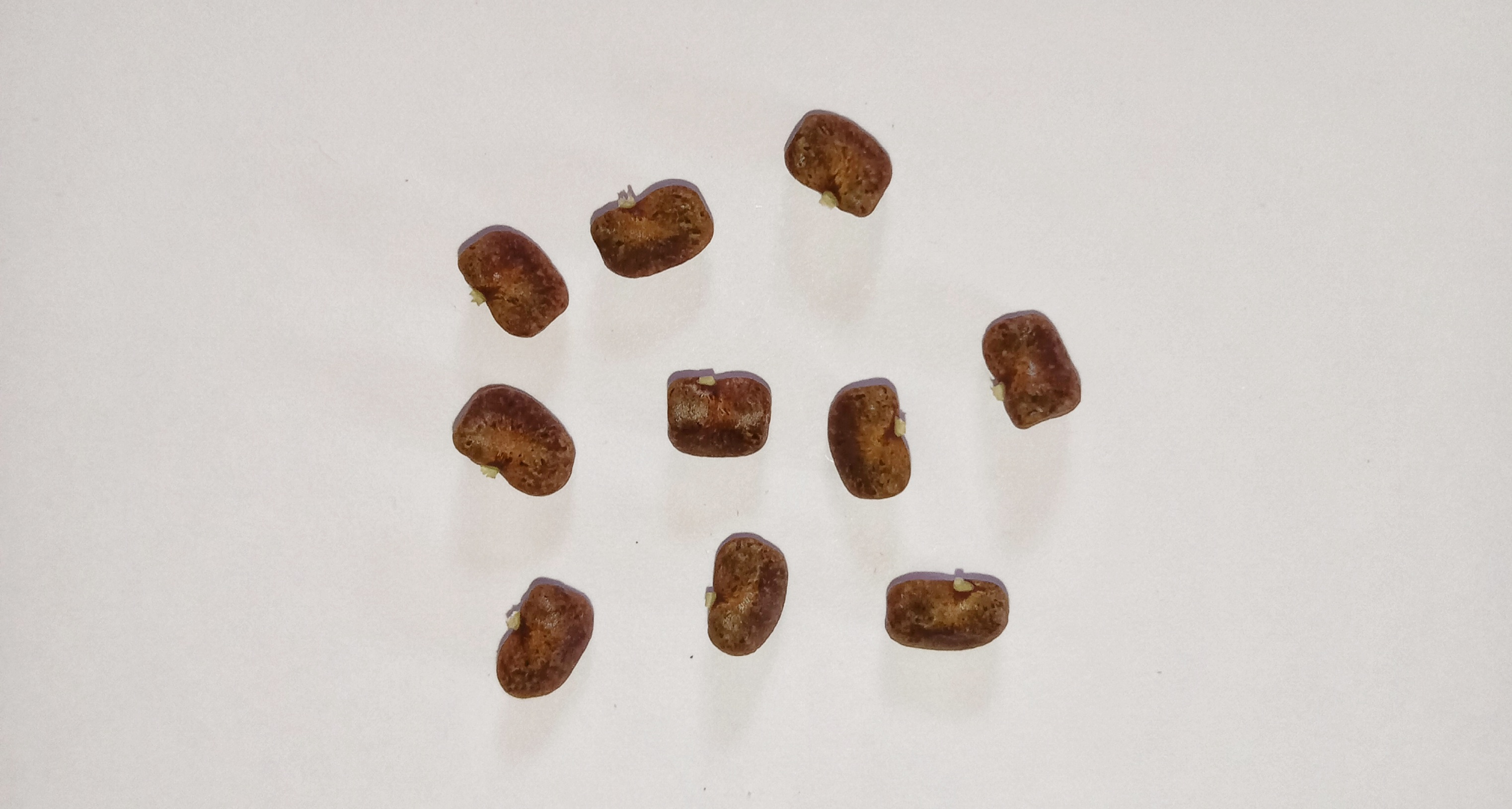
種子

## 外部連結
- 中国数字植物标本馆中的相关内容：蝶豆
- .   [2007-07-31]. （原始内容存档于2007-08-09）.
- . 熱帶牧草（Tropical Forages）.   [2007-07-31]. （原始内容存档于2007-08-17）.
- 蝶豆的圖片集
- West African plants（西非植物攝影指南）中有關Clitoria ternatea的資料